# Prostheta acrypta
Prostheta acrypta là một loài bướm đêm trong họ Noctuidae.